# Androcalva rosea
Androcalva rosea är en malvaväxtart som först beskrevs av S.A.J.Bell och L.M.Copel., och fick sitt nu gällande namn av C.F.Wilkins och Whitlock. Androcalva rosea ingår i släktet Androcalva och familjen malvaväxter. Inga underarter finns listade i Catalogue of Life.